# 호커 800

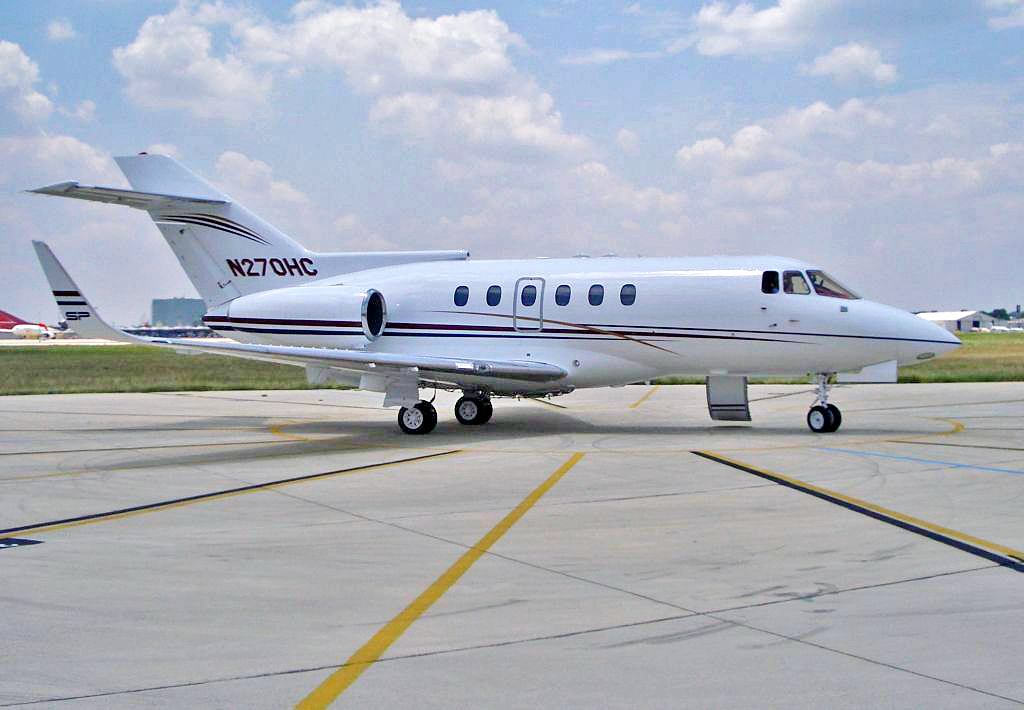
호커 800SP

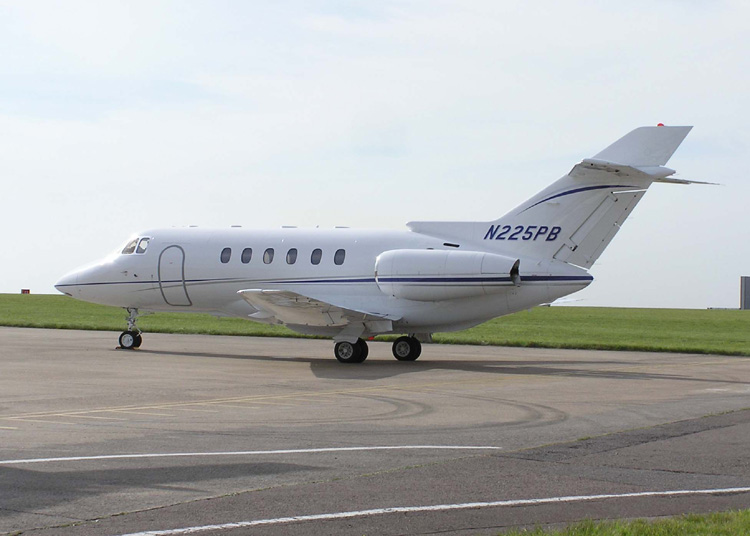
활주 중인 호커800

호커 800(영어: Hawker 800)은 2발 엔진을 탑재한 중형 비즈니스 제트기이다. 원래 디자인은 브리티시 에어로스페이스 BAe 125였으며 2013년까지 호커 비치크래프트에서 생산하고 있다가 단종되었다. 호커 비치크래프트는 레이시온에 인수합병되었다.

## U-125 피스 크립톤

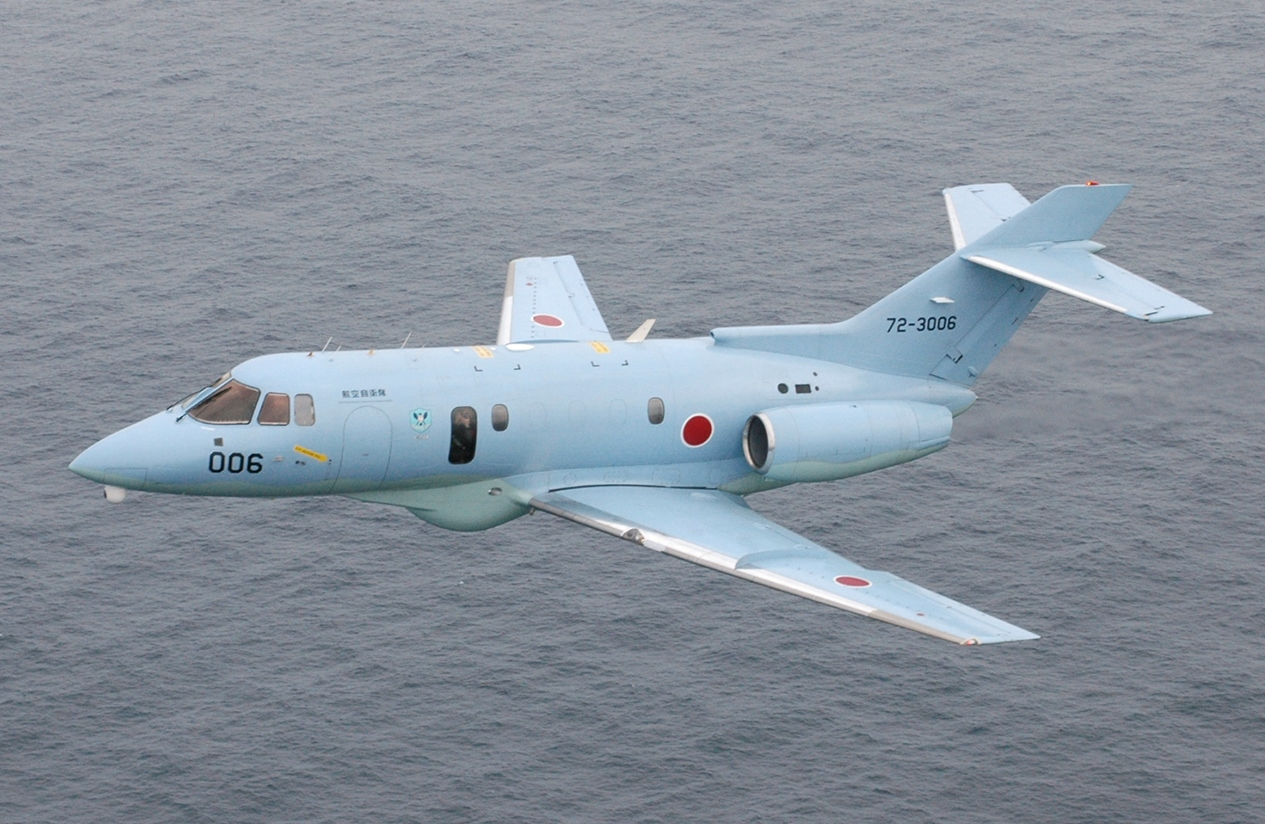
일본 항공자위대의 U-125A 정찰기

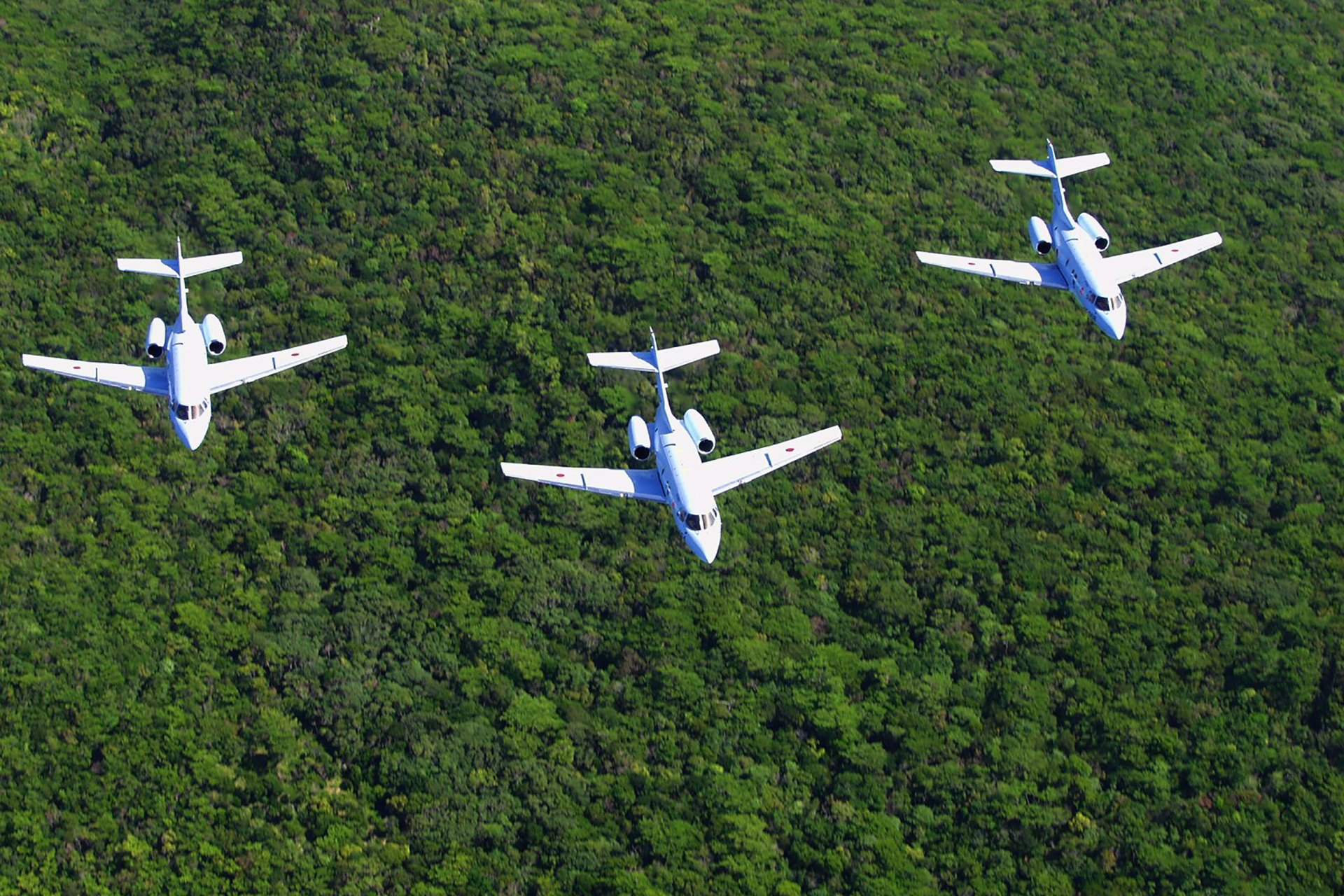
일본 항공자위대의 U-125A 정찰기

레이시온이 호커 800 비즈니스 제트기에 정찰포드를 내장해 판매하는 모델을 U-125 피스 크립톤이라고 한다. 호커 비치크래프트는 레이시온에 인수합병되어, 호커 제트기는 레이시온이 생산한다. U-125는 텍사스 인스트루먼트의 APS-134LW 레이더를 사용한다. 탐지거리 277 km이다.

## 제원

### 호커 800XP
- 비행시간: 5 시간
- 순항속도: 466 kt (536 mph) 863 kph
- 운용고도: 41,000 ft 12,496 m
- 순항거리: 4,843 km
- 엔진: AlliedSignal TFE 731-5BR 4,660 lb
- 기본 작전 중량: 16,100 lb 7,303 kg
- 탑재중량: 12,020 lb 5,452 kg
- 날개폭: 51.4 ft 15.67 m
- 길이: 51.1 ft 15.58 m
- 높이: 17.4 ft 5.30 m
- 객실길이: 256 in 650 cm
- 객실폭: 72 in 183 cm
- 객실높이: 69 in 175 cm
- SAR 해상도: 30cm

### 호커 850XP
일반 제원
- 승무원: 2명
- 탑승객: 8명
- 기체 길이: 15.6 m
- 기체 폭: 16.6 m
- 높이: 5.5 m
- 순 기체 중량: 7,110 kg
- 유효 적재량: 5,350 kg
- 최대 이륙 중량: 12,700 kg
- 엔진: 하니웰 TFE731-5BR
- 엔진 종류: 터보팬
- 엔진 대수: 2대
- 추력: 4,660 lbf(20.8 kN)
- 최고 속도: 830 km/h
- 순항 속도: 745 km/h
- 항속 거리: 4,059 km
- 최대 상승 고도: 12,500 m
- 초당 상승 속도: 9.9 m/s

## 운용 국가
- 일본 항공자위대
- 나이지리아
- 파키스탄
- 모잠비크
- 대한민국 공군

## 같이 보기
- 봄바디어 리어젯 60

## 참고 자료
- 전미과학자연맹(FAS), U-125 피스 크립톤
- 글로벌시큐리티, U-125 피스 크립톤